# Tipula (Lunatipula) australis
Tipula (Lunatipula) australis is een tweevleugelige uit de familie langpootmuggen (Tipulidae). De soort komt voor in het Nearctisch gebied.